# Edith Storey
Edith Storey (Nova York, 18 de març de 1892 – Nova York, 9 d'octubre de 1967) va ser una actriu estatunidenca de cinema mut, una de les primeres heroïnes del gènere del western. Malauradament, no es conserva cap de les seves pel·lícules.

## Biografia

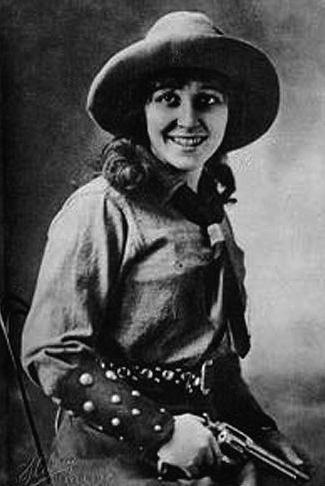
Edith Storey en un fotograma de promoció del western "When the Tables Turned" (1911).

Edith Storey va néixer el 1892 a Nova York. Va iniciar-se com a actriu de teatre amb Eleanor Robson a “Audrey”, també va actuar en obres com “The Little Princess” i “Mrs Wiggs of the Cabbage Patch”. Va actuar amb la companyia de Sarah Bernard. Mentre actuava en la seva segona temporada a “Rebecca of the Sunnybrook Farm” amb Ernest Truax va ser contractada per J. Stuart Blackton per a la productora Vitagraph Studios. Va debutar el 1908 amb “Francesca de Rimini”. Storey era una dona molt dinàmica, que muntava perfectament a cavall, navegava perfectament, havia après a portar un aeroplà, i estava en bona forma. Això va fer que, al 1910, la Vitagraph la va cedir a la Star Film de Méliès durant un any i mig per a fer pel·lícules de western. En tornar a la Vitagraph s'hi va estar fins al 1917 moment en què va signar un contracte d'una any amb la Metro Picture Corporation. Després va signar contracte amb Robertson & Cole. El 1921 es va retirar del món del cinema, mantenint la seva residència a Nova York on va morir el 1967.

## Filmografia parcial
- Francesca da Rimini; o, The Two Brothers (1908)
- Barbara Fritchie: The Story of a Patriotic American Woman (1908)
- Cure for Bashfulness (1909)
- Mogg Megone, an Indian Romance (1909)
- A Brave Irish Lass (1909)
- King Lear (1909)
- Oliver Twist (1909)
- The Gift of Youth (1909)
- The Way of the Cross (1909)
- Les Miserables (Part I) (1909)
- Onawanda; or, An Indian's Devotion (1909)
- The Life of Moses (1909)
- Twelfth Night (1910)
- Love's C. Q. D. (1910)
- Saved by the Flag (1910)
- Baseball, That's All (1910)
- Auld Robin Gray (1910)
- A Mountain Wife (1910)
- Drumsticks (1910)
- His Sergeant's Stripes (1910)
- The Cowboys and the Bachelor Girls (1910)
- What Great Bear Learned (1910)
- Old Norris' Gal (1910)
- A Western Welcome (1910)
- In the Tall Grass Country (1910)
- The Owner of L.L. Ranch (1911)
- How Mary Met the Cowpunchers (1911)
- Tony, the Greaser (1911)
- Billy and His Pal (1911)
- Jack Mason's Last Deal (1911)
- A Tale of Two Cities (1911)
- An Unwilling Cowboy (1911)
- The Reformation of Jack Robbins (1911)
- Mary's Strategem (1911)
- The Spring Round-Up (1911)
- The Immortal Alamo (1911)
- The Honor of the Flag (1911)
- The Battle Hymn of the Republic (1911)
- Billy the Kid (1911)
- The Military Air-Scout (1911)
- The Child Crusoes (1911)
- When the Tables Turned (1911)
- A Western Heroine (1911)
- The Fighting Schoolmaster (1911)
- Bessie's Ride (1911)
- The Star Reporter (1912)
- The Cave Man (1912)
- The Lady of the Lake (1912)
- The Heart of Esmeralda (1912)
- A Vitagraph Romance (1912)
- Coronets and Hearts (1912)
- In the Furnace Fire (1912)
- The Scoop (1912)
- A Regiment of Two (1913)
- The Prince of Evil (1913)
- The Chains of an Oath (1913)
- The Call (1913)
- Red and White Roses (1913)
- A Homespun Tragedy (1913)
- Hearts of the First Empire (1913)
- The Cure (1913)
- The Forgotten Latchkey (1913)
- Sisters All (1913)
- Children of the Feud (1914)
- The Mischief Maker (1914)
- The Christian (1914)
- A Florida Enchantment (1914)
- Captain Alvarez (1914)
- The Quality of Mercy (1915)
- A Price for Folly (1915)
- The Silent Plea (1915)
- The Dust of Egypt (1915)
- A Queen for an Hour (1915)
- An Enemy to the King (1916)
- The Tarantula (1916)
- The Two Edged Sword (1916)
- Captain of the Gray Horse Troop (1917)
- The Legion of Death (1918)
- The Eyes of Mystery (1918)
- Revenge (1918)
- The Claim (1918)
- The Demon (1918)
- Treasure of the Sea (1918)
- The Silent Woman (1918)
- As the Sun Went Down (1919)
- Moon Madness (1920)
- Beach of Dreams (1921)
- The Greater Profit (1921)